# Space Needle
L'Space Needle (‘Agulla de l'espai’) és una torre futurista de 184 metres d'alçada a Seattle, als Estats Units. Construïda amb motiu de l'Exposició Universal de 1962, que tenia com a tema el segle xxi va esdevenir un símbol de la ciutat. Va ser dissenyada per Edward E. Carlson, que es va inspirar en la torre Stuttgarter Fernsehturm, una torre de les telecomunicacions, a Stuttgart a Alemanya.

## Estructura
És una estructura de 184 metres d'altura que pesa unes 5.850 tones. El centre de gravetat de la torre és a tot just a un metre del nivell del sòl. Es pot anar al cim amb un ascensor que triga tan sols uns segons a pujar. Actualment al cim hi és un restaurant giratori des d'on es pot apreciar tota la ciutat de Seattle. Està dissenyada i construïda per a poder suportar vents de 320 km/h i terratrèmols de fins a 9,1 en l'escala de Richter.